# Turok Evolution
Turok Evolution è uno sparatutto in prima persona appartenente alla serie di videogiochi di Turok. 
Questo capitolo è il primo ad essere approdato su GameCube, PlayStation 2 e Xbox.
Turok: Evolution offre una modalità multigiocatore a schermo condiviso fino quattro giocatori per Gamecube e Xbox e a due giocatori per PS2. Il gioco presenta almeno 13 mappe multiplayer, molte delle quali contengono robot IA dei dinosauri.

## Trama
Nel vecchio West, gli Indiani si riunirono per contrastare i bianchi facendo carico del leggendario mantello di Turok agli eroi capi.
Il più forte di essi, Tal'set, capo della nazione Saquin, si prepara ad affrontare il capitano Bruckner, un ufficiale dell'esercito che vuole portare a compimento lo sterminio degli Indiani. Durante la feroce lotta, i due vengono risucchiati in uno strano mondo abitato da dinosauri e dagli sleg, ibridi che dominano la landa perduta.
Il gioco è formato da 15 capitoli divisi in più livelli, di questi il 2, 7, 11, 12 e il 14 si svolgono volando su un Quetzalcoatl. 

## Nemici
Nel gioco sono presenti diversi nemici che ostacoleranno il cammino di Tal'set:
- Truppe Sleg: sono i nemici che si incontrano di più nel gioco, sempre ben armati e di molti tipi diversi.
- Cecchini: sono nemici precisi e letali, che si celano nelle posizioni più strategiche senza farsi vedere.
- Dinosauri: a volte nemici, ma per la maggior parte neutri.
- Dinosoidi: metà androidi e metà dinosauri, sono sempre a caccia di qualche vittima.
- Purr-Linn: Orrendi umanoidi dalla pelle verde, che talvolta girano armati.
- Animali vari: Soprattutto neutri ma alcune volte aggressivi, soprattutto nei primi e più semplici livelli.
- Capitano Bruckner: Un uomo la cui ragione di vita è sempre stata compiere lo sterminio degli indiani. Ora, nella landa perduta, può dare sfogo alla sua follia omicida.

## Dinosauri e animali
Tyrannosaurus rex: un grosso carnivoro, che si incontra solo due volte: la prima quando divora una carcassa e attacca il giocatore, la seconda con in groppa Bruckner, rappresentando il boss finale.
Velociraptor: un pericoloso dinosauro che vive nelle pianure. Attacca in branco infliggendo brutte ferite con gli artigli a falce.
Compsognathus: un dinosauro molto piccolo che attacca in branco. Ha tre colori differenti: verde smeraldo, blu striato di azzurro e giallo acceso.
Quetzalcoatlus: possono essere abbattuti con armi di precisione quando sono sullo sfondo. Sono molto rapidi e nel caso siano interattivi, Tal'Set può cavalcarli.
Parasaurolophus: questi erbivori sono molto resistenti e massicci. Hanno una cresta sulla nuca.
Styracosaurus: un gigantesco dinosauro che serve da boss. È inutile colpirlo con armi leggere, ma perisce sotto equipaggiamenti pesanti.
Juggernaut: il Diplodocus di Turok Evolution è immenso e su di lui si svolge tutto un livello. Armato di due giganteschi cannoni, è talmente grande che quando muore il suo cadavere ingombra una valle intera.
Triceratops: dinosauri pacifici che si incontrano una sola volta, quando si vede una femmina con il piccolo. Sono molto più piccoli dello Styracosaurus.
Ankylosaurus: un vegetariano che si incontra solo come animale da pattuglia e mai allo stato selvatico. Ha quattro dita sulle zampe anteriori ed è molto più grande e rapido della sua controparte preistorica.
Brachiosaurus: si trova solo nel primo livello, come animale selvatico che si abbevera. In seguito lo si vede solo come carcassa o sullo sfondo.
Stegosaurus: questi erbivori sono pacifici se lasciati in pace, ma quando vengono feriti agitano brutalmente la coda spinata. Possono ferire seriamente Tal'Set.
Plesiosaurus: grossi rettili marini molto forti e pericolosi. Dopo aver ricevuto un danno ritornano in acqua, per poi sbucare nuovamente all'improvviso.
Iguanodon: dinosauro erbivoro con artiglio al posto del pollice. Se ne incontrano solo due, nel sesto capitolo, e sono più piccoli e deboli della loro controparte reale.
Coccodrillo: infliggono molti danni con le loro fauci dentate. Sono grigiastri e resistenti ai proiettili.
Gazzella: una comune antilope saltante africana. Molto agile e veloce, e praticamente innocua.
Uintatherium: gigantesco erbivoro simile ad un rinoceronte. È molto resistente ai colpi.
Gastornis: enorme uccello simile ad uno struzzo. È dotato di un possente becco in grado di fare a pezzi qualunque cosa.
Tigre dai denti a sciabola: Felino con dei canini lunghi una spanna. È in grado di infliggere profonde ferite.
Babbuino: una scimmia che si incontra di frequente. È ferocissima e letale.
Scimpanzé: scimmie antropomorfe. Sono inoffensive e fuggono se attaccate.
Tartaruga gigante: una tartaruga geneticamente modificata. È enorme e ricoperta da placche spinose.
Rane e lucertole: sono identiche alle controparti reali. Sono assolutamente innocue.

## Armi
Nel gioco sono presenti diverse armi, che richiederanno di essere trovate in alcuni livelli del gioco.
- Mazza da guerra: è l'unica arma con cui si può attaccare a distanza ravvicinata. Provoca danni ingenti. Può essere caricata per dare un singolo colpo potente.
- Arco standard: è la prima arma a distanza del gioco. Permette di colpire il nemico anche con le frecce esplosive.
- Arco in tek: quest'arco è più resistente di quello standard. Ha un mirino da cecchino a doppio ingrandimento e può usare non solo le frecce esplosive, ma anche frecce velenose. Porta massimo 40 frecce normali, 15 esplosive e 10 velenose.
- Pistola: è la prima arma da fuoco che si troverà nel gioco. Si può equipaggiare con un potenziamento che la rende un fucile da cecchino. Massimo 100 colpi.
- Fucile: un'arma altamente efficace in ambienti ristretti e a distanza ravvicinata, che però perde potenza con le lunghe distanze. Si può equipaggiare con un dispositivo che detona da 1 a 4 pallettoni contemporaneamente. Massimo 50 pallettoni di riserva.
- Granate: sono eccellenti per stanare i nemici nascosti. Usando la funzione secondaria dalla granata fuoriusciranno delle punte capaci di attaccarsi a qualsiasi superficie diventando mine di prossimità oppure attaccarsi ai nemici e esplodere poco dopo. Se ne possono portare 10.
- Fucile a freccette: è un fucile ad aria compressa che spara dei mortali dardi silenziosi. È l'unica arma che è in grado di sparare anche sott'acqua. Se si localizzano il potenziamento e le munizioni "minigun", il fucile funzionerà come una mitragliatrice gatling portatile, ma questa è una funzione che consuma rapidamente le munizioni. Capacità munizioni: 100 freccette e 200 colpi minigun.
- Lanciafiamme: quest'arma permette di arrostire i nemici. Usando la seconda funzione, l'arma sparerà dei proiettili gelatinosi al napalm. Trasporta fino a 120 unità di carburante.
- Mine ragno: sono mine semoventi e se ne può portare solo una alla volta. Una volta messe in posizione possono essere usate in varie modalità:

1. ESCA: attireranno i nemici presenti nell'area, può essere usata più volte;
2. Bomba: si detoneranno provocando un'esplosione davvero letale per i nemici nelle vicinanze;
3. Gas: emaneranno una nube di gas velenoso. La riserva di gas dura un po' quindi è possibile continuare a muovere la mina;
4. Interruzione: riporteranno alla modalità FPS. Usare questa modalità non restituisce la mina, sebbene non venga distrutta. 
- Lanciarazzi: quest'arma spara un grosso razzo che ne contiene molti altri più piccoli. Porta solo 5 colpi ma infliggono un danno molto alto, in un'area enorme. Se si vedono parecchie munizioni in giro, vuol dire che si affronteranno presto nemici molto resistenti. Supporta 2 potenziamenti aggiuntivi: il primo (sciame) carica 5 proiettili traccianti viola che fanno a pezzi testa, braccia e gambe del malcapitato contro cui vengono sparati. È una versione più distruttiva del perforatore cerebrale già visto in Turok 2. Non può sparare senza aver agganciato un nemico ed è efficace contro tutti i bersagli umanoidi (tranne i purrlin che sono troppo grossi). Si può ricaricare con munizioni speciali (massimo 10 colpi). Il secondo potenziamento consente di sparare una sfera nucleare dopo aver caricato il colpo per qualche secondo. È basato sulla bomba atomica, l'arma finale di Turok 2. Oblitera indiscriminatamente sia alleati che nemici in un'area enorme. Può essere usata solo una volta (due se si raccoglie anche la munizione), alla fine del capitolo 8 e non può essere portata avanti nel gioco se non usata (non funziona nemmeno con i cheat attivati).
- Cannone al plasma: quest'arma lancia una raffica di energia termica che non lascia scampo a nessun nemico. La modalità base spara sfere potenti, precise e molto veloci che possono infliggere danni extra ai punti deboli. Può essere potenziato per sparare anche proiettili meno potenti ma guidati e con una frequenza maggiore o un colpo potente che fulmina il bersaglio e trasmette la scarica ai nemici vicini che ne fulmineranno altri ancora e così via. Batteria massima: 100 (le modalità consumano energia in quantità diverse).
- Cubo di materia oscura: nella funzione primaria, quest'arma funziona come una devastante granata, i nemici che si avvicinano all'esplosone anche dopo il lancio vengono danneggiati o uccisi. Nella modalità secondaria è capace di risucchiare i nemici attorno ad esso. Se ne possono portare 5.
- Disgregatore di gravità: un'arma in grado di manipolare la gravità, attirando o respingendo i nemici. Ha già tutti i potenziamenti installati. Con la canna chiusa spara un raggio che attira il nemico e lo tiene sospeso, consentendo al giocatore di lanciarlo in aria, contro i muri o altri nemici. Con la canna aperta può sparare un colpo che respinge indietro un singolo bersaglio oppure caricare un colpo a 360 gradi che respinge tutto a media distanza. Molto utile vicino ai baratri dove è facile lanciare nel vuoto i nemici. Batteria massima: 150. Anche quest'arma consuma energia in maniera differente in base alla modalità di fuoco.